# Ípsilon Ceti
Ípsilon Ceti o Upsilon Ceti (υ Cet / 59 Ceti) es una estrella de magnitud aparente +4,01 situada en la constelación de Cetus.
Entre las estrellas que tienen asignada letra griega de Bayer, Ípsilon Ceti es la que se halla más al sur, siendo su declinación menor (-21º).
Entre los antiguos árabes, esta estrella —junto a Deneb Algenubi (η Ceti), θ Ceti, τ Ceti y Baten Kaitos (ζ Ceti)— formaba Al Naʽāmāt (ألنعامة), «las avestruces hembra».
Ípsilon Ceti fue clasificada inicialmente como gigante roja de tipo espectral M0III pero hoy es considerada una gigante de tipo K7III.
Tiene una temperatura efectiva comprendida entre 3900 y 4200 K, cifra que condiciona el valor de su luminosidad debido a la contribución de la radiación infrarroja al total de la energía emitida.
Considerando una temperatura de 3900 K, su luminosidad sería 525 veces superior a la luminosidad solar y su radio 50 veces más grande que el del Sol.
Este tamaño concuerda con el obtenido a partir de la medida de su diámetro angular, 5,03 ± 0,50 milisegundos de arco.
Gira sobre sí misma con una velocidad de rotación proyectada de 7,5 km/s, lo que implica que su periodo de rotación puede ser de hasta 333 días.
Tanto la masa como la etapa evolutiva en la que se encuentra Ípsilon Ceti son difíciles de precisar.
Su masa más probable es de 1,7 masas solares, cifra sujeta a un elevado grado de error.
En cuanto a la etapa evolutiva en la que se halla, Ípsilon Ceti posiblemente esté aumentando en brillo con un núcleo inerte de helio, aunque también puede haber comenzado la fusión de su helio en carbono o tener una núcleo inerte de este último elemento.
En el primer caso, su edad es de 1900 millones de años y habría concluido la fusión de su hidrógeno interno hace 100 millones de años.
Ípsilon Ceti se encuentra a 293 años luz de distancia del sistema solar.